# Boissières (Gard)
Boissières – miejscowość i gmina we Francji, w regionie Oksytania, w departamencie Gard.
Według danych na rok 1990 gminę zamieszkiwało 420 osób, a gęstość zaludnienia wynosiła 126 osób/km² (wśród 1545 gmin Langwedocji-Roussillon Boissières plasuje się na 554. miejscu pod względem liczby ludności, natomiast pod względem powierzchni na miejscu 1077.).